# كريستي مور (لاعبة كرلنغ)
كريستي مور هي لاعبة كرلنغ كندية، ولدت في 22 أبريل 1979 في غراند براري في الولايات المتحدة.

## وصلات خارجية
- كريستي مور على موقع الاتحاد الدولي للكرلنغ (الإنجليزية)
- كريستي مور على موقع اللجنة الأولمبية الدولية (الإنجليزية)
- كريستي مور على موقع أوليمبيديا (الإنجليزية)
- كريستي مور على موقع اللجنة الأولمبية الكندية (الإنجليزية)